# 光岡昌美
光岡昌美（Mitsuoka Masami，1986年8月14日—）是日本的歌手，出生於愛知縣豐田市，血型B型。2007年，首次在「Hana」中亮相。

## 經歷
- 2005年3月2日，從Smile Company作為3人單元「Sister Q」的MASAMI較大的初次亮相，隔年10月解散。
- 2007年6月，「契機，是富士電視台。」由於宣傳活動長澤雅彥監督作品的游擊手電影池田Rumi角色演出。
- 2007年11月28日，從ponikyanion也成為了TV東京系動畫片「藍龍」片尾曲的1st Single「Hana」完成較大的初次亮相。擁有把原來被描繪自己的體驗的孤獨做為題目的獨特的世界觀的詩和象透明一樣的歌聲引人注目。
- 2007年11月29日，官方網站，阿米巴，yapurogu，同時從樂天開設4個博客。
- 2007年12月18日以大阪的live houseRUIDO召開2008年1月4日，日本TV系「音樂戰士 MUSIC FIGHTER」首次的電視演出reko出發紀念實況錄音。
- 2008年1月，TBS系「堅固地Monday!!」1月~3月的片尾曲新曲「OVER THERE」的聯合決定。
- 2008年1月31日，yapurogu，樂天的2個博客成為最後的更新。
- 2008年4月，TBS系「堅固地Monday!!」4月~6月的片尾曲新曲「I am」的聯合決定。
- 2008年4月，福井電視「tcha很好的!!」FM福井「tcha很好的!!redio"說了才來做的"」主題歌1st Single「Hana」的聯合決定。
- 2008年10月，TV東京系動畫片家庭教師Hitman REBORN！5th開放題目新曲「Last Cross」使用的事決定。從4日開始播放。
- 2008年10月，3個月連續發佈決定。
- 2009年2月14日，在東京都內召開情人節活動。
- 2009年10月，Mizca（Mitsuka）變更名義，為日本王冠轉會所屬唱片公司[1]，同時發行了第一張數位首張單曲「Robotics」。
- 2010年12月4日，數碼單曲“卵石星”被釋放。 PAL @流行產品的工作。 NAGORIN形象歌曲。
- 2011年10月14日光岡昌美恢復三年來作為其活動[4]。“CD ＆ DL數據”光岡昌美吉爾走一系列比2011年10月。
- 2013年2月13日，新曲“彩虹色的花” 3月13日，國王記錄在博客中（有限分發）報導該重大回報。
- 2015年11月，宣布終止一切音樂活動，本人的Twitter帳戶和官方網站也連同關閉。

## 作品

### 單曲
| 1         | 2007年11月28日 | Hana                                   |         |
| 2         | 2008年8月6日   | Distance Love/I am                     |         |
| 3         | 2008年11月19日 | 届かない想い...〜ロードanother story〜 |         |
| 4         | 2008年12月17日 | Last Cross                             | 第13名  |
| 5         | 2009年2月11日  | FREE BIRD                              |         |
| 6         | 2014年12月10日 | say hello good days                    |         |
| Mizca名義 |                |                                        |         |
| 1         | 2010年1月20日  | キラキラ☆                              | 第100名 |
| 2         | 2010年6月2日   | ダメよ♡                                |         |
| 3         | 2011年3月9日   | 1925                                   | 第146名 |
| 4         | 2011年6月15日  | らふぃおら（女子キーバージョン）       |         |

### 數位發行單曲
| #            | 發行日                   | 標題         |              |              |              |              |
| 光岡昌美名義 | 光岡昌美名義             | 光岡昌美名義 | 光岡昌美名義 | 光岡昌美名義 | 光岡昌美名義 | 光岡昌美名義 |
| ------------ | ------------------------ | ------------ | ------------ | ------------ | ------------ | ------------ |
| 1            | 2011年12月14日           | OUT of STEP  |              |              |              |              |
| 2            | 2012年4月11日            | LOVE BRACE   |              |              |              |              |
| 3            | 2012年11月28日           | はじまりの日 |              |              |              |              |
| 4            | 2013年3月13日            | 虹色の花     |              |              |              |              |
| Mizca名義    |                          |              |              |              |              |              |
| 1            | 2009年10月28日           | Robotics     |              |              |              |              |
| 2            | 2010年12月4日－2011年2月 | 星のつぶつぶ |              |              |              |              |

### 專輯
| #            | 發行日        | 標題         | Oricon最高名次 |              |              |              |
| 光岡昌美名義 | 光岡昌美名義  | 光岡昌美名義 | 光岡昌美名義   | 光岡昌美名義 | 光岡昌美名義 | 光岡昌美名義 |
| ------------ | ------------- | ------------ | -------------- | ------------ | ------------ | ------------ |
| 1            | 2009年1月28日 | Black Diary  |                |              |              |              |
| 2            | 2012年1月11日 | PAST TRUNK   |                |              |              |              |
| Mizca名義    |               |              |                |              |              |              |
| 1            | 2010年7月21日 | ♡UFUFU♡      |                |              |              |              |